# New Gloucester (Maine)
New Gloucester est une ville américaine située dans le Comté de Cumberland, dans le Maine. Selon le recensement de 2020, sa population est de 5 676 habitants.